# Castello di Lisciano
Il castello di Lisciano è una fortezza situata nel comune italiano di Lisciano Niccone.

## Storia
La costruzione del castello è avvenuta nel IX - X secolo. Nel 1202, i proprietari della fortezza erano i marchesi del Monte e, successivamente, divenne una proprietà dello Stato Pontificio. A parte una breve parentesi che ha visto il castello sotto l'influenza della famiglia Casali di Cortona, nel 1479 la fortezza rientra nelle disponibilità dello Stato Pontificio sino all'unità d'Italia, nel 1861. A seguito dell'unità, il castello ha ospitato gli uffici del comune sino a quando questi non sono stati trasferiti in altra sede.